# Suore della carità di Gesù

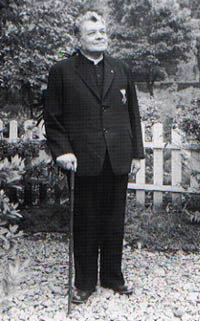
Antonio Cavoli, fondatore della congregazione

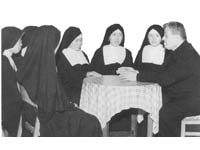
Un gruppo di suore con il loro fondatore

Le suore della carità di Gesù, già dette di Miyazaki (in inglese Caritas Sisters of Miyazaki), sono un istituto religioso femminile di diritto pontificio.

## Storia
La congregazione venne fondata il 15 agosto 1937 a Miyazaki, in Giappone, dal missionario salesiano Antonio Cavoli (1888-1972).
Nel 1929 Cavoli organizzò a Miyazaki una conferenza femminile di san Vincenzo de' Paoli con lo scopo di raccogliere fondi per aiutare i poveri e gli ammalati della comunità: nel 1932 aprì anche un ricovero per operai anziani attorno al quale sorse un vasto complesso di opere caritative (un orfanotrofio, un asilo) che prese il nome di Giardino della carità".
Per gestire l'opera, Cavoli decise di dare inizio a una nuova famiglia religiosa. Vincenzo Cimatti, prefetto apostolico di Miyazaki, concesse la sua approvazione l'8 agosto 1938: le prime aspiranti compirono il noviziato presso la congregazione indigena delle suore della Visitazione di Fukuoka e il 31 gennaio 1939 le prime due religiose emisero la loro professione dei voti.

## Attività e diffusione
Gli scopi delle suore della carità di Gesù si dedicano all'insegnamento della dottrina cristiana, a opere di assistenza sociale e alla visita agli ammalati.
Le suore sono presenti in Giappone, Filippine e Germania e contano missioni in Bolivia, Brasile, Corea del Sud, Italia, Papua Nuova Guinea e Perù; la sede generalizia è a Roma.
Alla fine del 2008 la congregazione contava 1.015 religiose in 170 case.